# NSU Ro 80

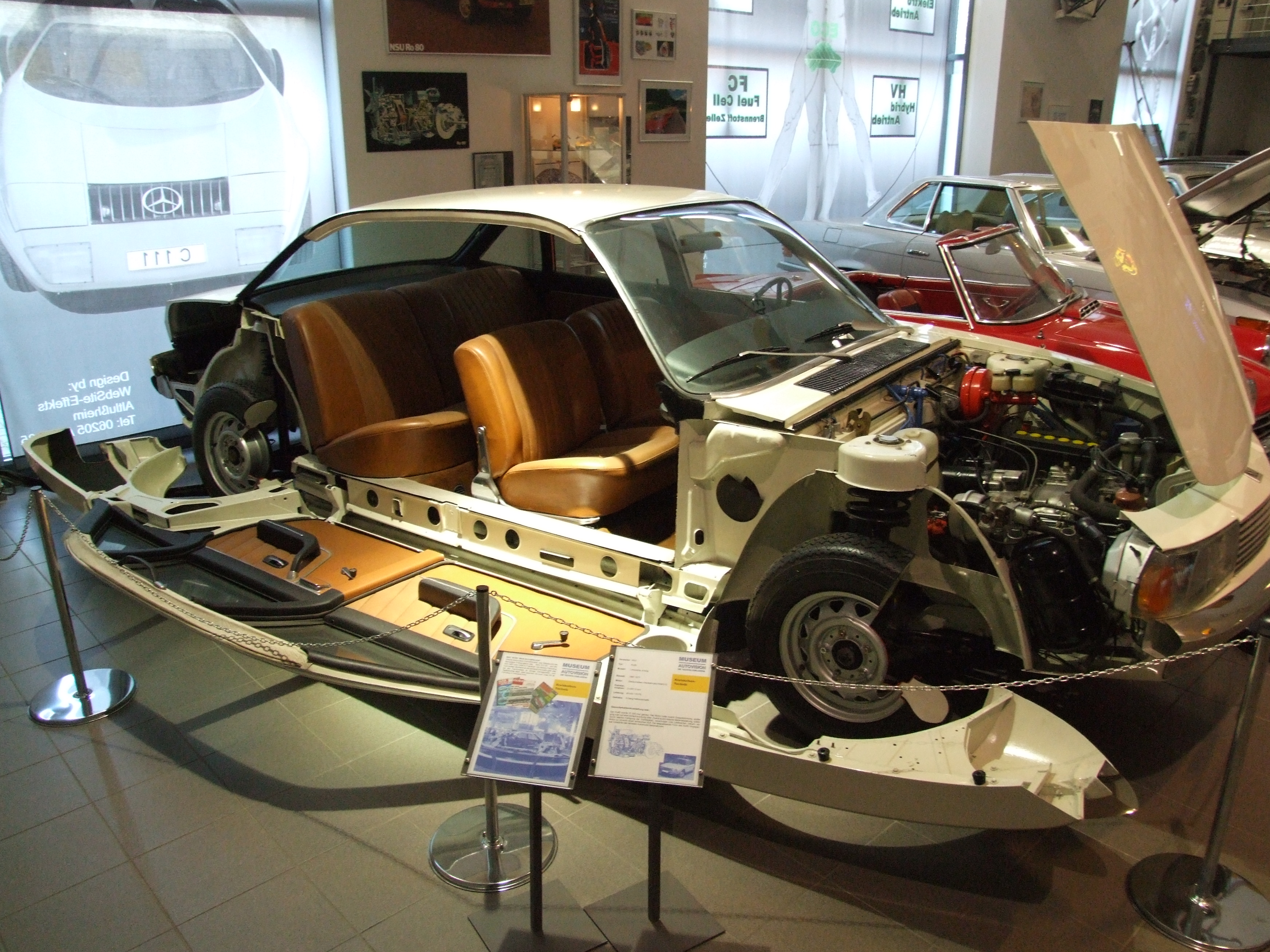
NSU Ro 80, IAA-Modell, Museum Autovision, Altlußheim, Tyskland

NSU Ro 80 är en personbil (fyradörrars sedan) tillverkad av NSU Motorenwerke AG och Audi NSU Auto Union mellan 1967 och 1977. "Ro" i modellnamnet står för rotationskolvmotor.
NSU Ro 80 lanserades 1967 och blev då korad till årets bil av europeiska biljournalister. Bilen var tekniskt avancerad med wankelmotor, framhjulsdrift och mycket lågt luftmotstånd. Den för sin tid revolutionerade designen stod Claus Luthe för. Samme man hade formgivit bland annat den mindre NSU Prinz 4 1961.
Ro 80 hade goda vägegenskaper, och mycket bra bromsar för sin tid med väl dimensionerade skivor runt om, och 2-krets bromshydraulik. Växellådan var halvautomatisk med 3 växlar framåt och en koppling som aktiverades när man rörde växelspaken. 
Wankeltekniken visade sig inte vara tillräckligt utvecklad. I de tidigaste motorerna uppstod stort slitage i de känsliga tätningslisterna i motorns roterande kolvar, som gjorde att motorerna ofta havererade efter bara några tusen mil. Problemet förvärrades också av att motorn var väldigt varvvillig och lockade föraren att dra lite för länge på växlarna, vilket ökade slitaget. Från början var dessa tätningslister tillverkade av tekniskt kol, och kortlivade. Att byta tätningslister var ett ganska stort jobb - motorn monterades ut och plockades isär. 
Senare byttes materialet i tätningslisterna, varpå livslängden tiodubblades. Motorns rykte var dock förstört. I Tyskland utvecklades ett utbytessystem för Ro 80-motorer, så kunden kunde få en utbytesmotor monterad på kort tid.
På grund av motorproblemen fick den från början lovprisade bilen ett rykte om sig att vara opålitlig och modellen fick problem försäljningsmässigt.
Fram till 1977 tillverkades bilen i cirka 37 000 exemplar.
Bilen hade en mycket modern design för sin tid och man kan säga att bilmodellen ligger till grund för dagens modeller från Audi.
Den svenska tidningen Motor provkörde 1969 en Ro 80, bränsleförbrukningen noterades ligga mellan 1,4 och 1,7 liter per mil, senare årsmodeller hade en deklarerad förbrukning på 1,3 liter per mil. 
Ro 80 motorerna i de serietillverkade bilarna var alla förgasarmotorer, vanligen dubbla Solex-förgasare. Det fanns försök med insprutningsmotorer, vilka lär ha förbrukat betydligt mindre bränsle. Dessa gick dock aldrig in i serietillverkningen. 
Det fanns ytterligare ett bilprojekt med wankelmotor hos NSU som till en del delade teknik med Ro 80; Ro 70, men den var även förberedd för en vanlig 4-cylindrig kolvmotor och kom att tillverkas av VW under namnet Volkswagen K 70, men då enbart med en 4-cylindrig Ottomotor. Även många Ro 80 blev konverterade till kolvmotorer trots det trånga motorutrymmet. Främst i England var konvertering populärt och där användes mest Fords V4-motorer, vars vibrationer och låga effekt förändrade körupplevelsen negativt, de som konverterades i Tyskland använde främst komplett motor + växellåda från Audi 100 Coupé, men även Ford V4 och Mazda 12A förekom tillsammans med originalväxellåda.
Tillverkningen fortsatte ända till 1977, men sedan var det slut på efterfrågan. I samma veva kom en ny generation av Audi 100 som istället började tillverkas i den tidigare NSU-fabriken.